# Безводовка (Черниговская область)
Безводовка (укр. Безводівка) — село,
Ичнянский городской совет,
Ичнянский район,
Черниговская область,
Украина.
Код КОАТУУ — 7421710102. Население по переписи 2001 года составляло 0 человек .
По данным 1986 года население села было 30 человек.

## Географическое положение
Село Безводовка находится у одного из истоков реки Смош,
на расстоянии в 5 км от города Ичня.

## История
- В 1862 году во владельческом хуторе Безводовский (Безводовка) было 7 дворов где проживало 48 человек (21 мужского и 27 жунского)[2]